# Fritz Scharfenstein

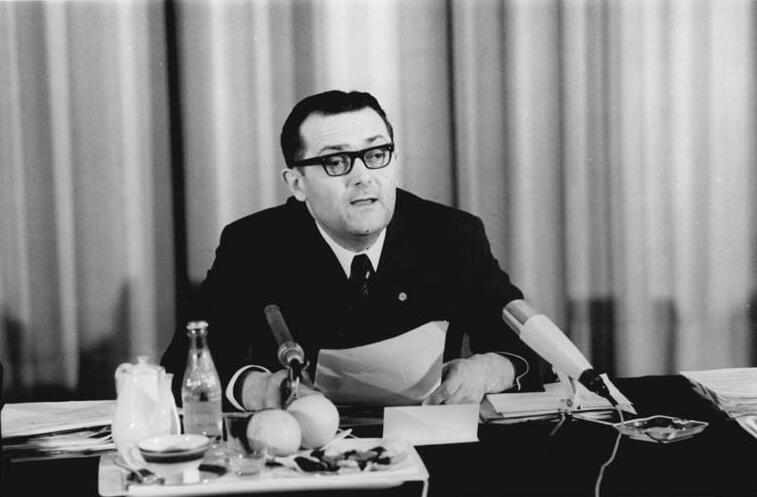
Fritz Scharfenstein (1970)

Fritz Scharfenstein (* 14. Juni 1925 in Aue, Sachsen) ist ein ehemaliger deutscher Gewerkschafter (FDGB) und Politiker (SED) in der DDR. Er war Minister für Anleitung und Kontrolle der Bezirks- und Kreisräte.

## Leben
Scharfenstein, Sohn eines Werkzeugschleifers, besuchte die Volks- und Handelsschule und absolvierte von 1941 bis 1943 eine kaufmännische Lehre. Von 1943 bis 1945 leistete er Kriegsdienst in der Wehrmacht. Nach 1945 war er als Bauhilfsarbeiter und kaufmännischer Angestellter in Zwickau bzw. Wilkau-Haßlau beschäftigt.
1945 trat er der KPD und 1946 der SED sowie dem FDGB bei. Von 1948 bis 1952 war er Sekretär des FDGB-Kreisvorstandes Zwickau. 1950 studierte er an der SED-Landesschule Sachsen. Von 1950 bis 1952 war er Mitglied des FDGB-Landesvorstandes Sachsen. Zwischen 1952 und 1960 absolvierte er ein Fernstudium der Binnenhandelsökonomie an der Hochschule für Ökonomie Berlin mit Abschluss als Diplomökonom. Von 1958 bis 1962 war er stellvertretender Vorsitzender des Bezirkswirtschaftsrates Dresden und von 1962 bis 1963 kommissarischer Vorsitzender der Bezirksplankommission Dresden sowie Mitglied SED-Bezirksleitung. Von 1963 bis 1965 fungierte er als stellvertretender Vorsitzender der Staatlichen Plankommission. Von Dezember 1965 bis November 1971 war er Minister für die Anleitung und Kontrolle der Bezirks- und Kreisräte. Anschließend wirkte er als Leiter der Instrukteursabteilung beim Ersten Stellvertretenden Vorsitzenden des Ministerrates der DDR.

## Werke
- Die Einbeziehung der Bezirke, Kreise, Städte und Gemeinden in das ökonomische System des Sozialismus. In: Sozialistische Finanzwirtschaft 3 (1970), S. 4–6.
- Wissenschaftliche Führungstätigkeit und die Ausbildung sozialistischer Staatsfunktionäre. In: Staat und Recht (1970), Heft 10, S. 1572–1580.

## Auszeichnungen
- Vaterländischer Verdienstorden in Bronze (1965), in Silber (1970) und in Gold (1985)[1]
- Verdienstmedaille der DDR